# Lobelia macrodon
Lobelia macrodon là loài thực vật có hoa trong họ Hoa chuông. Loài này được (Hook.f.) Lammers mô tả khoa học đầu tiên năm 1998.